# Włodzimierz Jarosławowicz (1020–1052)
Włodzimierz Jarosławowicz (ur. w 1020, zm. 4 października 1052) – książę nowogrodzki, syn Jarosława Mądrego i Ingegerdy (Ireny) – córki króla Szwecji Olafa.

## Życiorys
Według różnych źródeł objął tron nowogrodzki w 1030 lub 1034. W rządach pomagali mu wojewoda Wyszata i biskup Łuka Żydiata.
W 1042 dokonał zwycięskiej wyprawy zbrojnej na Jam w południowej Finlandii, w 1043 wraz z Haraldem Surowym podjął nieudaną wyprawę na Bizancjum.
Zbudował w Nowogrodzie Wielkim sobór Sofijski, poświęcony 14 września 1052 przez biskupa Łukę, jak również kamienny zamek i mury obronne. Zmarł w 1052, i został pochowany w soborze Sofijskim.
Pozostawił syna Rościsława – księcia tmutarakańskiego.